# Ateuchus halffteri
Ateuchus halffteri là một loài bọ cánh cứng trong họ Bọ hung (Scarabaeidae).